# Villa Ruiz

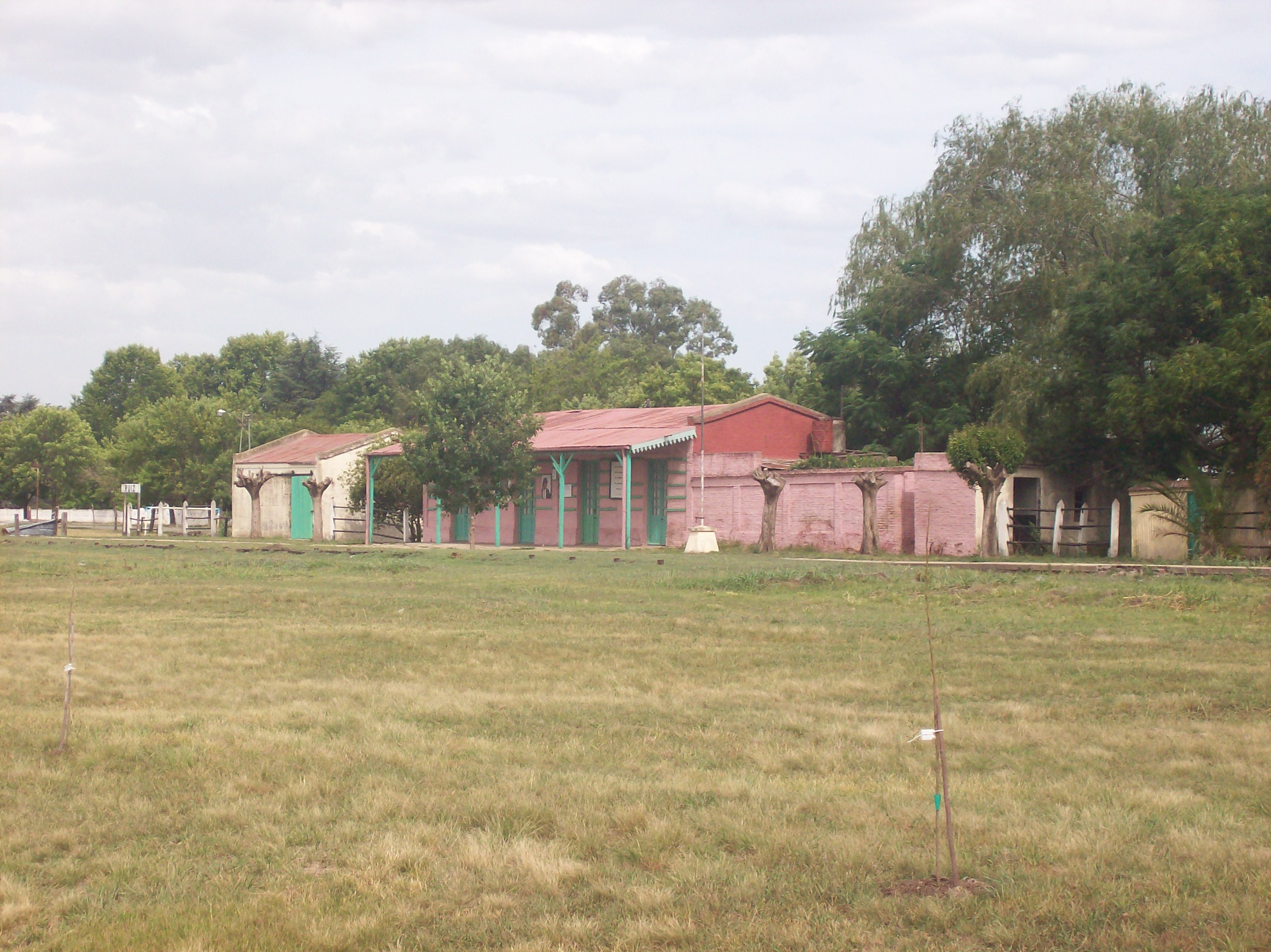
Estación del Tranway Rural.

Villa Ruiz es una localidad argentina del partido de San Andrés de Giles, provincia de Buenos Aires.

## Población

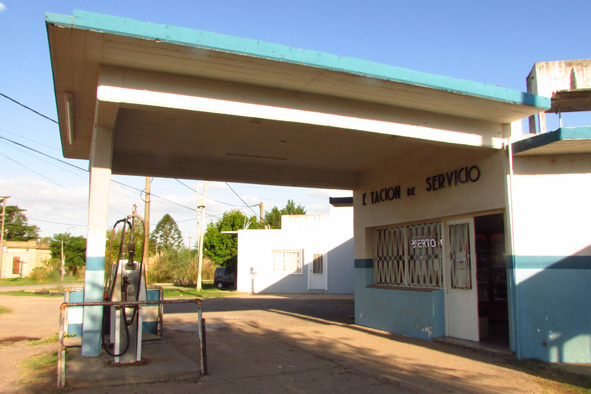
Antigua estación de servicio de la empresa YPF en el ingreso de Villa Ruiz.

Cuenta con 477 habitantes (Indec, 2010), lo que representa un incremento del 2,5% frente a los 465 habitantes (Indec, 2001) del censo anterior.
| Gráfica de evolución demográfica de Villa Ruiz entre 1991 y 2010 |
|                                                                  |
| Fuente: Censos nacionales del INDEC                              |

## Historia
Nació con la inauguración de la estación ferroviaria del entonces Tranway Rural, de Federico Lacroze, el 24 de mayo de 1889, con la llegada del primer tren tirado por caballos.
El donante de las tierras para la formación de la estación y luego del pueblo fue don Lorenzo T. Ruiz, propietario por entonces de una vasta extensión de tierras en los alrededores.

## Distancias
- Ciudad de Buenos Aires: 92 km
- San Andrés de Giles: 22 km
- Azcuénaga: 11 km
- Carlos Keen: 7 km

## Educación
Cuenta con la E.P.B. N.º 10, creada el 1 de junio de 1902. Primera directora la srta. Isabel Álvarez. Actual directora de la escuela, señora Graciela Cebrelli

## Sismicidad
La región responde a la subfalla «del río de la Plata», y a la falla de «Punta del Este», con sismicidad baja; y su última expresión se produjo el 5 de junio de 1888 (137 años), a las 3.20 UTC-3, con una magnitud aproximadamente de 5,0 en la escala de Richter (terremoto del Río de la Plata de 1888).
La Defensa Civil municipal debe advertir sobre escuchar y obedecer acerca de
Área de
- Tormentas severas, poco periódicas, con Alerta Meteorológico
- Baja sismicidad, con silencio sísmico de 137 años